# 圣帕尔杜科尔比耶
圣帕尔杜科尔比耶（法語：Saint-Pardoux-Corbier，法語發音：[sɛ̃ paʁdu kɔʁbje]）是法国科雷兹省的一个市镇，位于该省西部，属于布里夫拉盖亚尔德区。

## 地理
圣帕尔杜科尔比耶（45°25'54"N, 1°27'4"E）面积17.44 平方千米，位于法国新阿基坦大区科雷兹省，该省份为法国中南部省份，北起上维埃纳省和克勒兹省，西接多爾多涅省，南至洛特省，东临多姆山省和康塔爾省。
与圣帕尔杜科尔比耶接壤的市镇（或旧市镇、城区）包括：伯奈、吕贝萨克、特罗什。

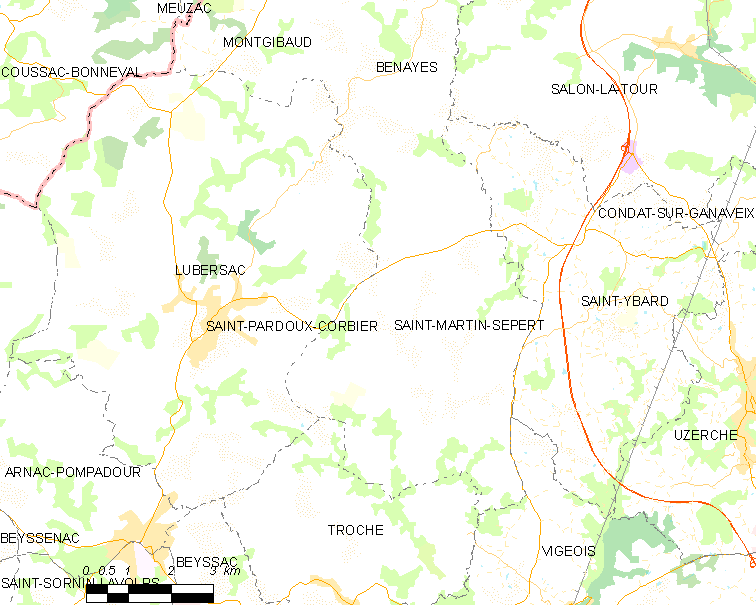
圣帕尔杜科尔比耶的OSM定位图

圣帕尔杜科尔比耶的时区为UTC+01:00、UTC+02:00（夏令时）。

## 行政
圣帕尔杜科尔比耶的邮政编码为19210，INSEE市镇编码为19230。

## 政治
圣帕尔杜科尔比耶所属的省级选区为于泽什县。

## 人口

1962-2008年间圣帕尔杜科尔比耶人口变化图示

圣帕尔杜科尔比耶于2022年1月1日时的人口数量为383人。